# Luis Alcalá
Luis Alcalá – wenezuelski zapaśnik w stylu klasycznym. Brązowy medalista mistrzostw panamerykańskich w 1993 roku.